# Amenhotep (syn Hapu)

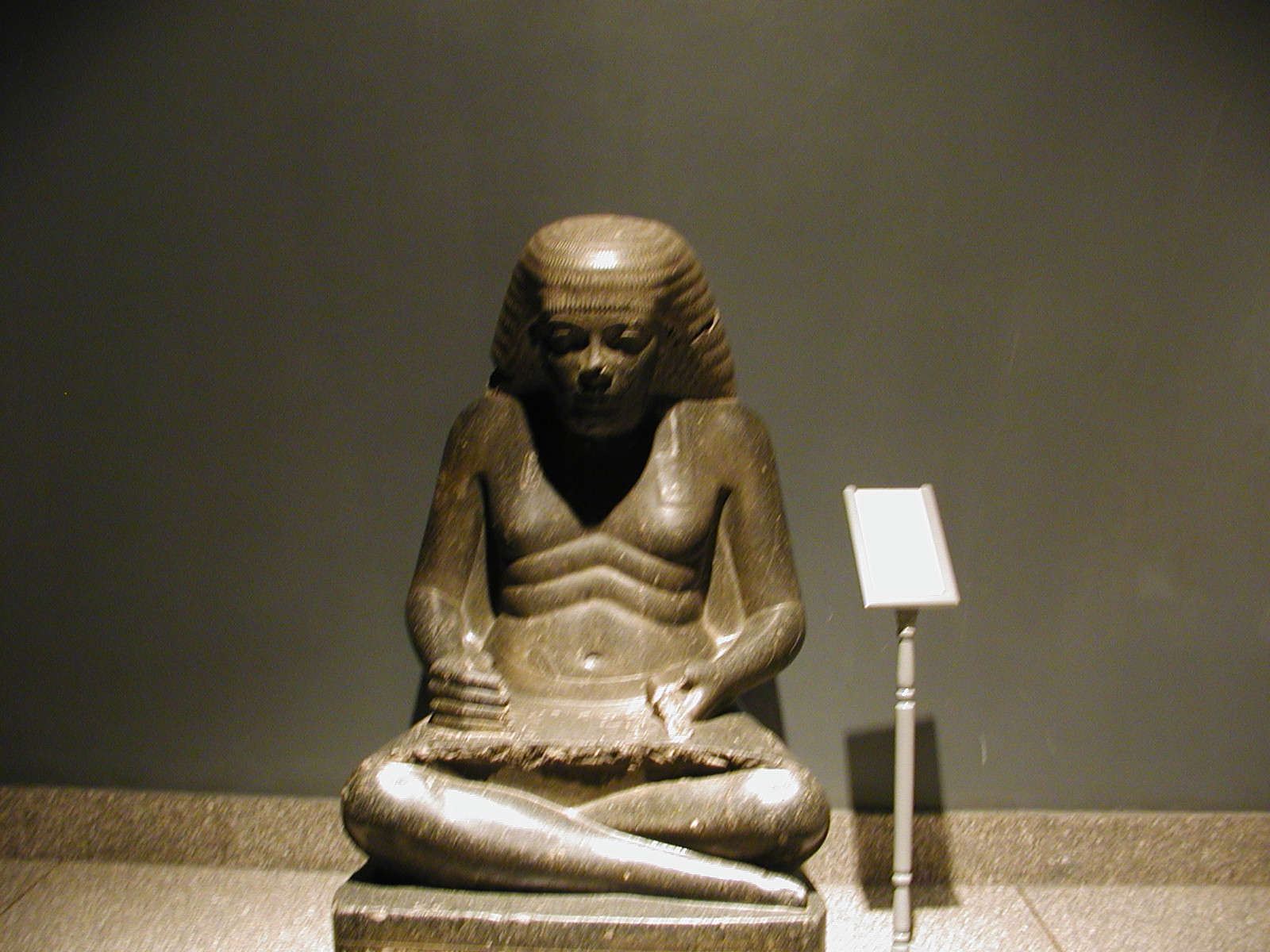
Statua przedstawiająca Amenhotepa, syna Hapu

Amenhotep (syn Hapu), egipski architekt, skryba, kapłan i urzędnik za panowania faraona Amenhotepa III. 

## Życiorys
Urodził się pod koniec panowania faraona Totmesa III w Athribis (Dolny Egipt) w rodzinie Hapu i Ipu. Został wykształcony na kapłana i skrybę. Był architektem świątyni grobowej Amenhotepa III, z której do dziś zachowały się jedynie dwie monumentalne statuy zwane Kolosami Memnona. Miał być również wychowawcą syna faraona, Echnatona. Po jego śmierci (prawdopodobnie w 31 roku panowania Amenhotepa III) jego reputacja rosła, uznany został podobnie jak Imhotep za wielkiego nauczyciela i filozofa. Według profesora Josepha Davidovitsa tożsamy z biblijnym patriarchą Józefem. Przypisywano mu również zdolności uzdrowicielskie. Świadectwem tego uznania są rozliczne statuy przedstawiające go jako skrybę.
Pośmiertnie został deifikowany.